# اوروما، اوکیناوا
اوروما در استان اوکیناوا در کشور ژاپن واقع شده‌است که دارای جمعیت ۱۱۴٬۰۸۷ نفر و مساحت ۸۶٫۰۳ کیلومتر مربع با تراکم جمعیت ۱٬۳۱۳ نفر در کیلومترمربع است و در تاریخ ۱ آوریل ۲۰۰۵ به عنوان شهر شناخته شد.